# ويليامز ليك (كولومبيا البريطانية)
ويليامز ليك (بالإنجليزية: Williams Lake)‏ هي مدينة كندية تقع في مقاطعة كولومبيا البريطانية. تبلغ مساحة هذه المدينة 33.1146 كم²، ويبلغ عدد سكانها 10744 نسمة حسب إحصاء سنة 2006، بينما كان يسكنها 11153 نسمة في سنة 2001. تحتل هذه المدينة المرتبة رقم 350 بين مدن كندا حسب عدد السكان والمرتبة رقم 53 في المقاطعة. نما عدد السكان في هذه المدينة بنسبة (-3.7) بين العامين المذكورين.

## وصلات خارجية
- الأطلس الحكومي لكندا
- إحصاءات كندا مع ساعة تعداد السكان